# Sanbo Zen

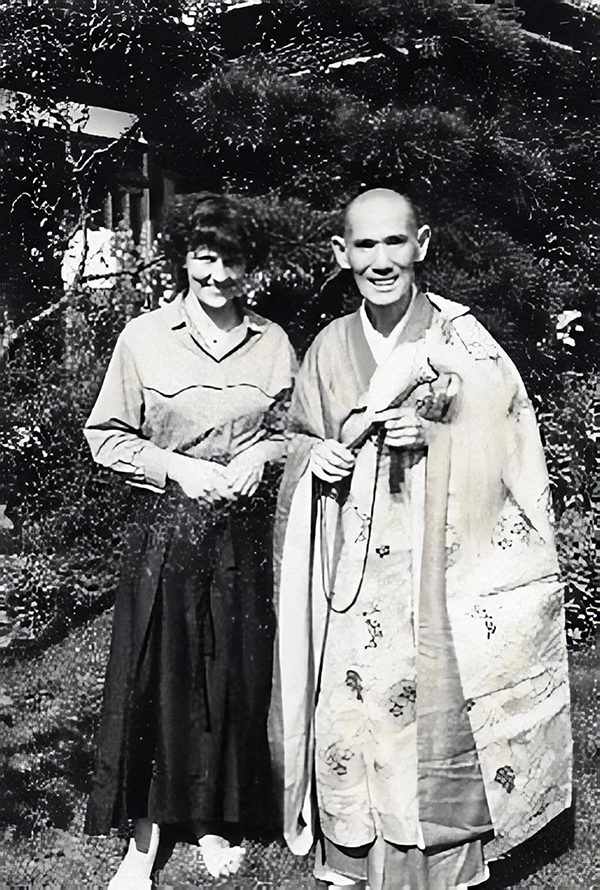
Brigitte D'Orschy fue discípula de Hakuun Yasutani Roshi, fundador de la escuela Zen Sanbo Kyodan.

Sanbo Zen -anteriormente conocida como Sanbo Kyodan- es una escuela del budismo Zen, combinación de las escuelas Sōtō y Rinzai. Minoritaria e incluso marginal en comparación con las tradiciones soto y rinzai dentro de Japón, en cambio su influencia en América del Norte y Europa Occidental en la difusión internacional del zen es notable e inclusive la referencia de lo que el Zen es para algunos practicantes de Zen occidental. La razón principal de esto ha sido el diálogo interreligioso sumamente amistoso entre los líderes y maestros japoneses de Sanbo Zen -que buscan activamente la internacionalización del Zen fuera de Japón, ante el temor de que la tradición Zen se pierda en Japón- y un sector erudito del clero de la Iglesia católica romana en países como Japón, Francia, Bélgica, España y los Estados Unidos -que considera al Zen una técnica útil para la mejorar las disciplinas de contemplación cristiana. 
Sanbo significa tres tesoros o tres joyas, aludiendo a las tres joyas del budismo: el Buda, el dharma y la shanga. 
Su primer maestro fue Yasutani Roshi. Desde su fundación está abierta a devotos de otras religiones, ha ordenando como maestros zen a cristianos, judíos y musulmanes. 

## Maestros
- Yashutani Roshi
- Carmen Monske